# Olaxovité
Olaxovité (Olacaceae) je čeleď vyšších dvouděložných rostlin z řádu santálotvaré (Santalales). Jsou to dřeviny, často poloparazitické, vyskytující se v tropech všech kontinentů. Vyznačují se střídavými jednoduchými listy a drobnými květy s různým počtem květních částí.
Taxonomie této čeledi je dosud nedořešena. Bylo prokázáno, že čeleď je v současné podobě parafyletická a v budoucnosti bude pravděpodobně rozdělena na několik různých monofyletických čeledí.

## Popis

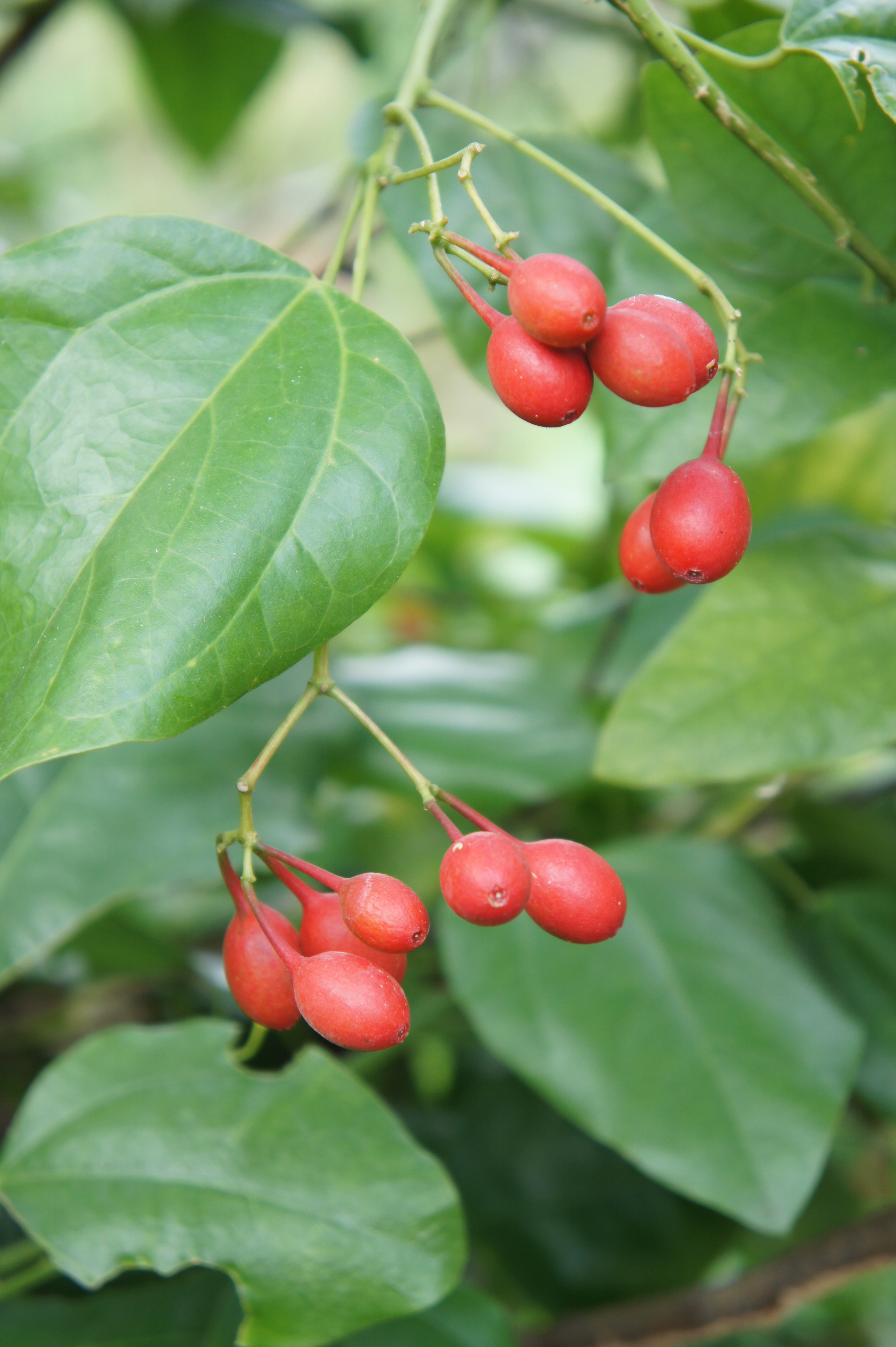
Erythropalum scandens

Olaxovité jsou stromy, keře a liány se střídavými jednoduchými listy bez palistů. Některé rody jsou poloparazitické, získávající minerální živiny z kořenů hostitelských rostlin. U některých zástupců je přítomen bílý latex, patrný při nalomení tenké větévky nebo listu. Čepel listů je celokrajná, se zpeřenou žilnatinou nebo jednožilná (výjimečně je žilnatina dlanitá nebo od báze vícežilná.
Květy jsou malé, pravidelné, většinou oboupohlavné, jednotlivé úžlabní nebo v latách, hroznech nebo hlávkách. V květech je vyvinut číškovitý nebo kruhovitý nektáriový disk. Kalich je srostlý, miskovitý, ze 3 až 6 lístků, zpočátku drobný, později se u některých zástupců zvětšuje a podepírá nebo obaluje plod. Korunní lístky jsou volné nebo srostlé, ve stejném počtu jako kališní. Tyčinek je 3 až 18, jsou volné nebo navzájem srostlé, přirostlé ke koruně nebo nepřirostlé. Semeník je svrchní nebo polospodní, srostlý ze 3 (2 až 5) plodolistů, se stejným počtem komůrek nebo s jedinou komůrkou. Čnělka je jediná, s laločnatou bliznou. V každém plodolistu je 1 vajíčko. Plodem je peckovice nebo oříšek, plod je často obalen zdužnatělou češulí nebo podepřen zvětšeným vytrvalým kalichem.

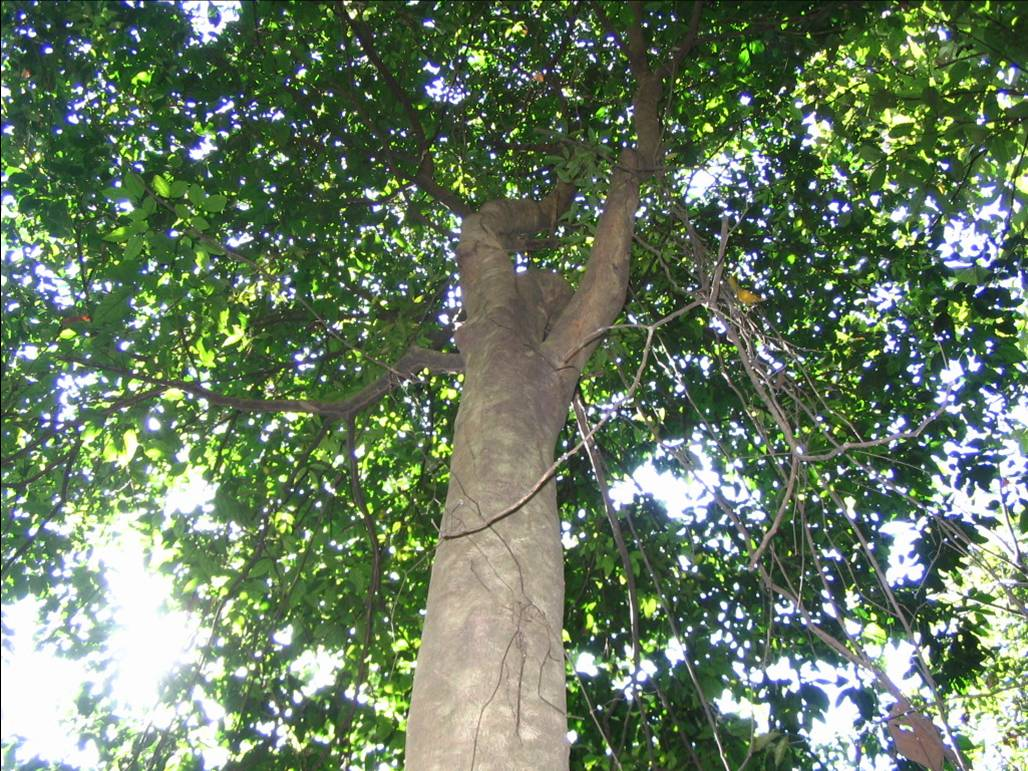
Scorodocarpus borneensis
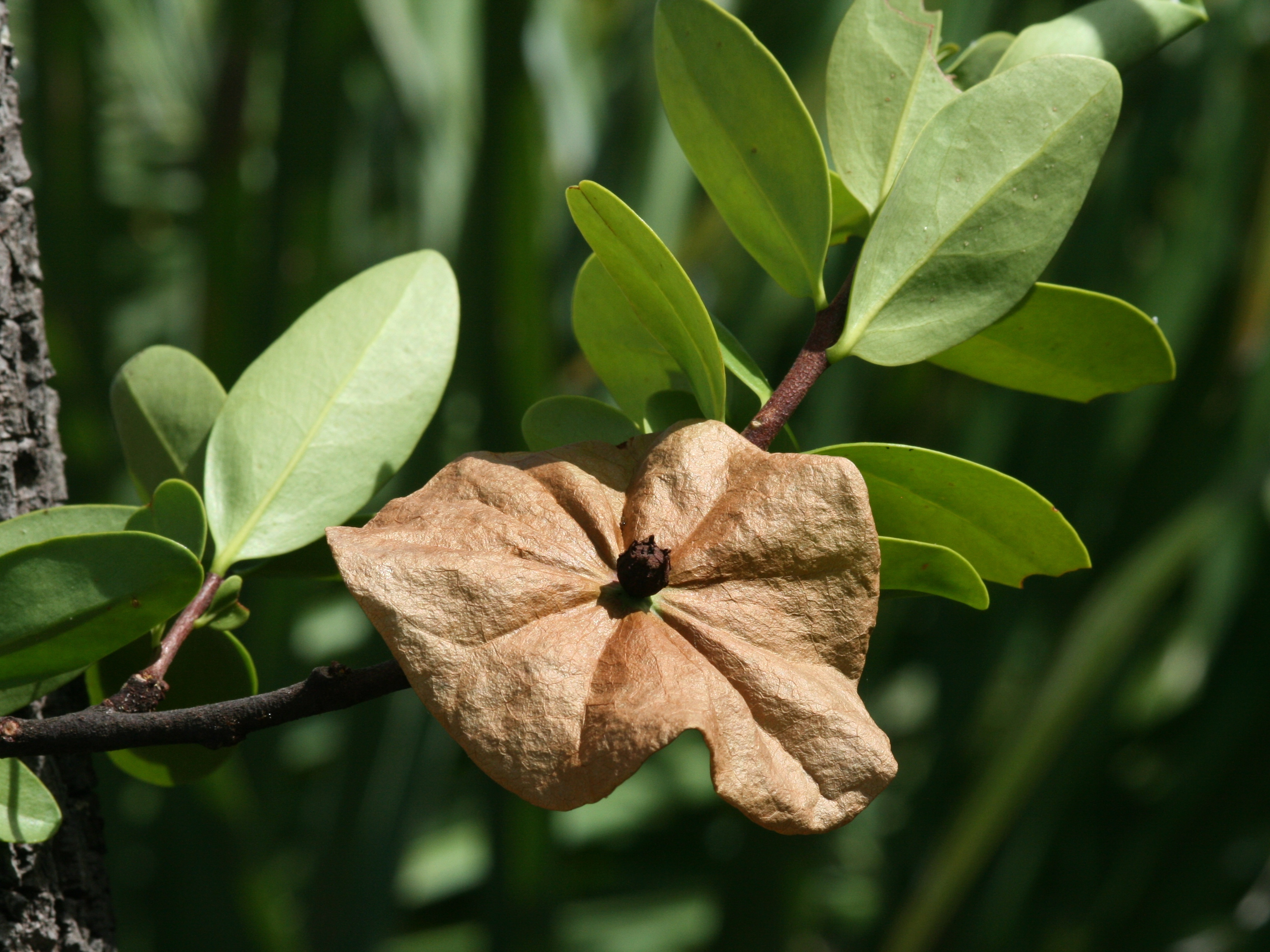
Chaunochiton angustifolium
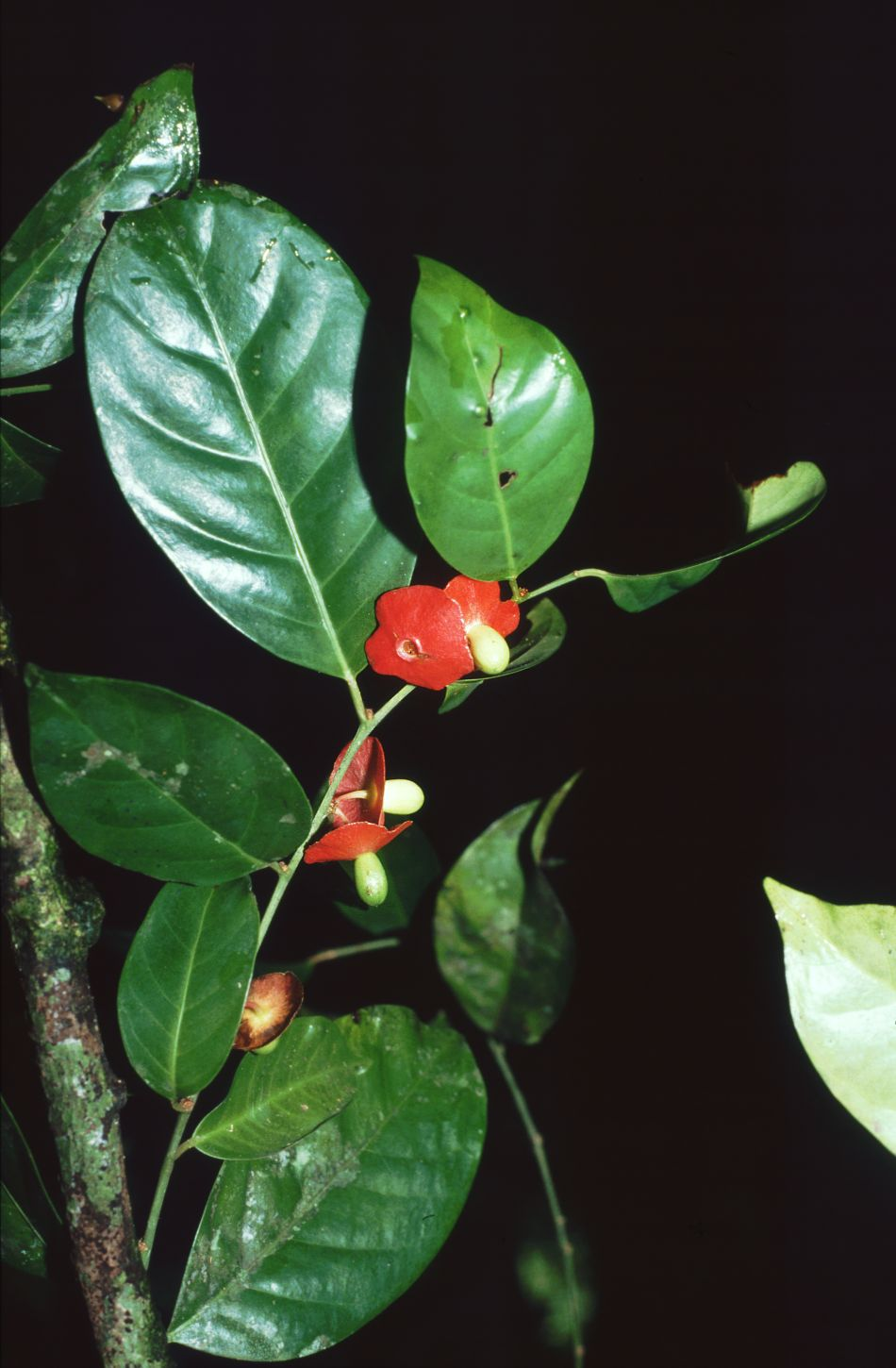
Heisteria acuminata
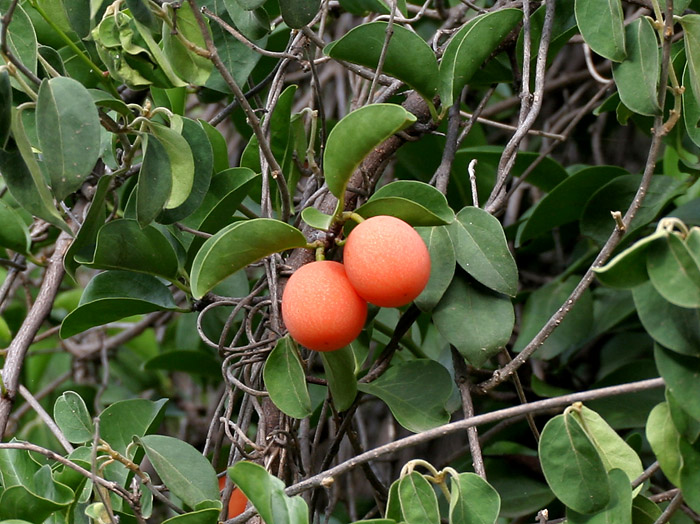
Ximenie americká (Ximenia americana)

## Rozšíření
Čeleď olaxovité (v širokém pojetí) zahrnuje asi 27 rodů a okolo 180 druhů. Je pantropicky rozšířena, s nehojnými přesahy do teplých oblastí mírného pásu. V Evropě není zastoupena.

## Taxonomie
Taxonomie čeledi Olacaceae a příbuzných skupin řádu Santalales dosud není uspokojivě prozkoumána.
V taxonomické studii řádu santálotvaré (Santalales) z roku 2010 byly rody čeledi Olacaceae rozděleny celkem do 7 čeledí:
- Olacaceae (Brachynema, Dulacia, Olax, Petalocaryum, Ptychopetalum) - 57 druhů, pantropické
- Aptandraceae (Anacolosa, Aptandra, Cathedra, Chaunochiton, Harmandia, Hondurodendron, Ongokea, Phanerodiscus) - 34 druhů, pantropické
- Ximeniaceae (Curupira, Douradoa, Malania, Ximenia) - 13 druhů, pantropické s přesahy do teplých oblastí mírného pásu
- Coulaceae (Coula, Minquartia, Ochanostachys) - 3 druhy, trop. Amerika, rovníková Afrika a jv. Asie
- Strombosiaceae (Diogoa, Engomegoma, Scorodocarpus, Strombosia, Strombosiopsis, Tetrastylidium) - 18 druhů, Jižní Amerika, rovníková Afrika a tropická Asie
- Erythropalaceae (Erythropalum, Heisteria, Maburea) - 40 druhů, pantropické mimo Austrálie
- Octoknemaceae (Octoknema) - 14 druhů, trop. Afrika[6]

Toto rozdělení nebylo v následující verzi systému APG (APG IV z roku 2016) přijato s tím, že výsledky prozatím nejsou dostatečně průkazné, a čeleď byla prozatím ponechána v původním smyslu s tím, že je parafyletická.

## Ekologické interakce
Drobné květy olaxovitých jsou vonné a opylovány především hmyzem. Dužnaté plody jsou šířeny zvířaty. Plody se zvětšeným vytrvalým křídlatým kalichem (např. Chaunochiton) se šíří větrem.

## Zástupci
- olax (Olax)
- ximenie (Ximenia)[8]

## Význam
Některé stromy z čeledi olaxovité (např. Minquartia guianensis z tropické Ameriky) poskytují kvalitní dřevo. Ximenie americká (Ximenia americana) má vonné dřevo, používané jako náhrada santalu. Plody jsou jedlé, semena mají projímavý účinek.

## Přehled rodů
(ve smyslu APG IV)
Anacolosa, Aptandra, Brachynema, Cathedra, Chaunochiton, Coula, Curupira, Diogoa, Douradoa, Dulacia, Engomegoma, Erythropalum, Harmandia, Heisteria, Hondurodendron, Maburea, Malania, Minquartia, Ochanostachys, Octoknema, Olax, Ongokea, Petalocaryum, Phanerodiscus, Ptychopetalum, Scorodocarpus, Strombosia, Strombosiopsis, Tetrastylidium, Ximenia